# NGC 3018
NGC 3018 ist eine Spiralgalaxie vom Hubble-Typ Sb im Sternbild Sextant am Südsternhimmel. Sie ist schätzungsweise 77 Millionen Lichtjahre von der Milchstraße entfernt und hat einen Durchmesser von etwa 25.000 Lichtjahren. Gemeinsam mit NGC 3023 bildet sie das gravitativ gebundene, isolierte Galaxienpaar KPG 216.
Im selben Himmelsareal befinden sich u. a. die Galaxien NGC 3015, NGC 3042, IC 566.
Das Objekt wurde  am 10. März 1880 vom französischen Astronomen Édouard Stephan entdeckt.